# بابا جاك لين
بابا جاك لين (بالإنجليزية: Papa Jack Laine)‏ هو قائد فرقة ‏ أمريكي، ولد في 21 سبتمبر 1873 في نيو أورلينز في الولايات المتحدة، وتوفي في 1 يونيو 1966 في جاكسون في الولايات المتحدة.

## وصلات خارجية
- بابا جاك لين على موقع الموسوعة البريطانية (الإنجليزية)
- بابا جاك لين على موقع ميوزك برينز (الإنجليزية)
- بابا جاك لين على موقع أول ميوزيك (الإنجليزية)
- بابا جاك لين على موقع ديسكوغز (الإنجليزية)